# 8328 Ейттенгове
8328 Ейттенгове (8328 Uyttenhove) — астероїд головного поясу, відкритий 23 серпня 1981 року.
Тіссеранів параметр щодо Юпітера — 3,582.